# Háj (Hanušovická vrchovina)
Háj (632 m n. m.) je výrazný kopec v Hanušovické vrchovině, která představuje jihozápadní předhůří Hrubého Jeseníku. Tyčí se v katastrálním území Hrabenov obce Ruda nad Moravou asi 3 km západně od okresního města Šumperk.

## Geomorfologie
Převážně smrkem zalesněný vrchol je tvořen dvojslídnými svory skupiny Branné a blastomylonity desenské skupiny.

## Rozhledna
Původní rozhlednu na Háji nechal vystavět Klub českých turistů. Dřevěnou trámovou konstrukci navrhl a stavební práce vedl Karel Čunderle, slavnostní otevření proběhlo 17. června 1934. V té době nesla věž jméno Štefánikova rozhledna a brzy se stala oblíbeným cílem výletníků z okolí. Za druhé světové války byla využívána jako pozorovatelna a rychle chátrala. Oprav se nedočkala ani po válce a v roce 1953 vyhořela poté, co do ní uhodil blesk.

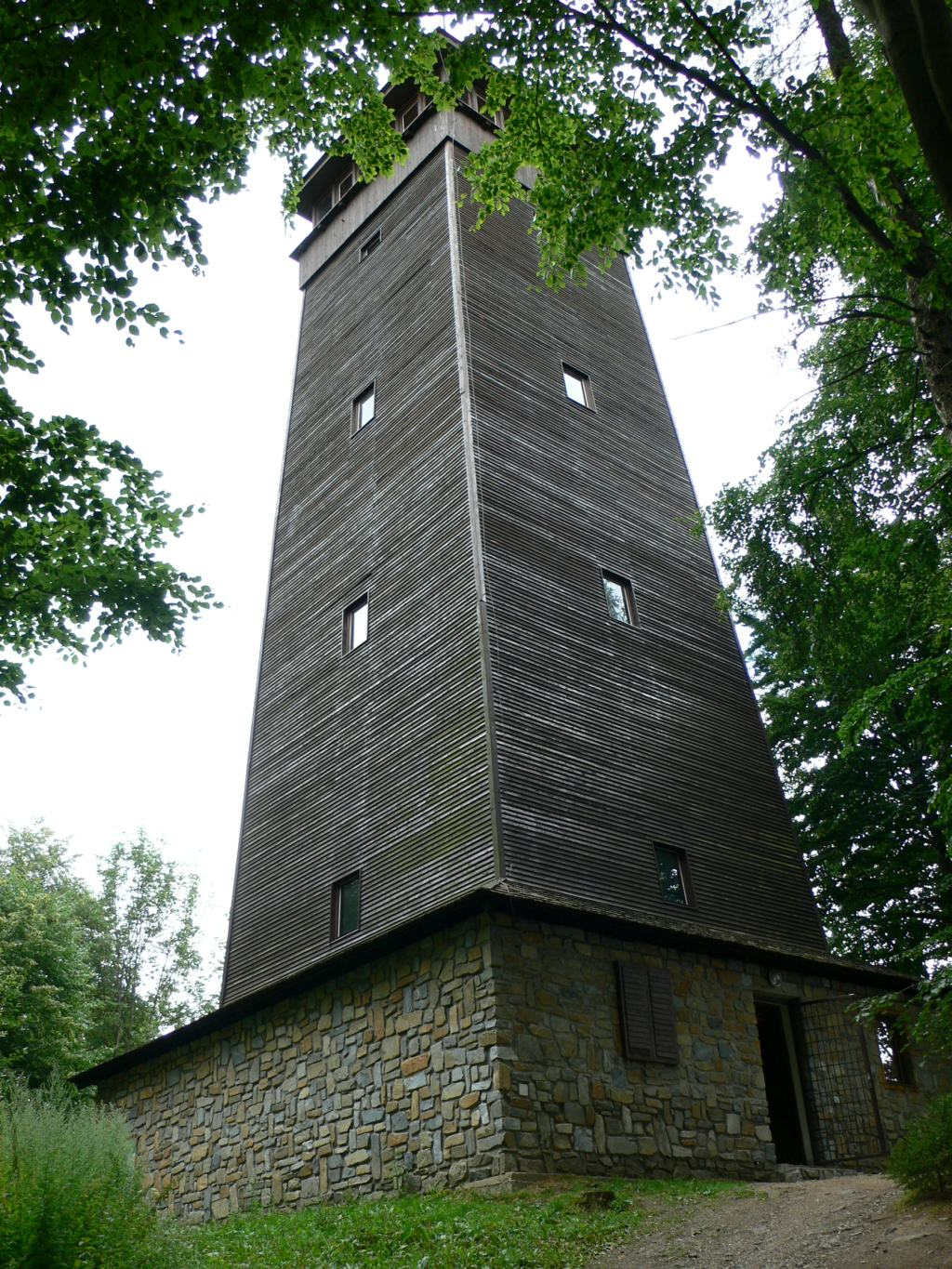
Háj

V 70. letech se začaly objevovat úvahy o postavení nové rozhledny (viz expozice v přízemí věže). Roku 1984 navrhl Josef Janků model 24 m vysoké věže, avšak k realizaci stavby nakonec nedošlo. Teprve po roce 1989 se začalo o rozhledně na Háji znovu mluvit. Po dohodě s Klubem českých turistů, který nebyl s to stavbu zaplatit, si náklady na výstavbu mezi sebe rozdělilo město Šumperk, okolní obce a telefonní společnosti, které do věže umístily své antény. Samotné práce pak začaly v roce 1994. Současná rozhledna, podobající se té původní, byla navržena Vladimírem Malaskou a Ivo Barvířem. Veřejnosti byla zpřístupněna 28. září 1996.

### Přístup
Rozhledna je o prázdninách přístupná denně za mírné vstupné. Po zbytek roku je otevřeno o víkendech. K rozhledně vede cesta ze Šumperka po žluté a dále zelené turistické značce nebo z obce Bludov po modré a zelené značce. Na posledním úseku cesty náročné stoupání (převýšení asi 130 m na 0,5 km).

### Výhled
Ze zasklené vyhlídkové plošiny ve výšce 24 m se nabízí nádherný pohled na hřbety Hrubého Jeseníku a město Šumperk. Na severovýchodě lze vidět Praděd, severozápadně se tyčí Králický Sněžník. V jižním směru se za dobré viditelnosti dá zahlédnout i baziliku na Svatém Kopečku u Olomouce nebo hrad Bouzov. Ochoz vyhlídkové plošiny věže je opatřen cedulkami, které pomocí kreseb věrně popisují krajinu kolem rozhledny.